# Karl Pearson
Karl Pearson, född 27 mars 1857, död 27 april 1936, gav betydande bidrag till statistisk teori.
År 1911 grundade Pearson världens första statistikinstitution vid University College London. Han var också förespråkare för eugenik, och protegé till Francis Galton.

## Tidiga arbeten och liv
År 1884 utnämndes han till professor i tillämpad matematik och mekanik vid University College London. År 1891 utnämndes han till professor i geometri vid Gresham College, där han träffade Walter Frank Raphael Weldon, en zoolog som hade några intressanta problem som rörde kvantitativa lösningar. Deras samarbete i biometri och evolutionsteori var fruktbart och varade till Weldons död 1906.
Weldon introducerade Pearson till Charles Darwins kusin Francis Galton, som var intresserad av frågor om ärftlighet och eugenik. Pearson blev Galtons protegé — hans "statistiska arvvinge"  som några har kallat det — ibland gränsande till hjältebeundran. 
När Galton dog lämnade han sin kvarlåtenskapen till University of London som finansiering till en professur i eugenik. Pearson var den första innehavaren av denna stol, i överensstämmelse med Galtons vilja. Han bildade institutionen för tillämpad statistik (med finansiellt bidrag från Draper's Company), där han inlemmade the Biometric and Galton laboratories. Hans stannade kvar vid institutionen tills hans pensionering 1933, och arbete där fram till sin död 1936.

## Bidrag till statistisk teori
Pearson deltog år 1901 i grundandet av tidskriften Biometrika som fokuserade på statistisk teori, och han var dess redaktör livet ut.
Han bidrog starkt till utvecklingen av linjär regression och korrelation, och har givit namn åt korrelationskoefficienten – "Pearsons r". 
Han bidrog också till klassifikationen av sannolikhetsfördelningar, speciellt exponentialfördelningen, som ligger bakom generaliserade linjära modeller. Han bidrog även med Pearsons χ²-test, ett signifikanstest på skillnader i proportioner, samt med två mått på skevhet.

## Publikationer
- The New Werther (1880)
- The Trinity, A Nineteenth Century Passion Play (1882)
- Die Fronica (1887)
- The Ethic of Freethought (1886)
- The Grammar of Science (1892), Dover Publications 2004 edition, ISBN 0-486-49581-7
- On the dissection of asymmetrical frequency curves (1894)
- Skew variation in homogeneous material (1895)
- Regression, heredity and panmixia (1896)
- On the criterion that a given system of deviations from the probable in the case of a correlated system of variables is such that it can be reasonably supposed to hove arisen from random sampling (1900)
- Tables for Statisticians and Biometricians (1914)
- Tables of Incomplete Beta Function (1934)
- The life, letters and labours of Francis Galton (3 vol.: 1914, 1924, 1930). Tillgänglig på http://galton.org